# ميريا روبلس
ميريا روبلس (بالإسبانية: Mireya Robles)‏ (12 مارس 1934، غونتانامو في كوبا)؛ شاعرة، كاتِبة وروائية كوبية.